# Eremiaphila foureaui
Eremiaphila foureaui è una specie di mantide religiosa appartenente al genere Eremiaphila.